# 清里町 (名古屋市)
清里町（きよさとちょう）は、愛知県名古屋市西区の地名。丁番を持たない単独町名である。住居表示未実施。

## 地理
名古屋市西区北部に位置する。東は比良三丁目・比良四丁目、西は玉池町、南は砂原町、北は山田町比良に接する。

## 歴史

### 町名の由来
清々しい町になることを願って命名されたという。

### 沿革
- 1962年（昭和37年）1月30日 - 比良土地区画整理組合の設立が認可される[9]。
- 1981年（昭和56年）1月11日 - 西区山田町大字比良の一部により、同区清里町として成立する[1]。

## 世帯数と人口
2019年（平成31年）2月1日現在の世帯数と人口は以下の通りである。
| 町丁   | 世帯数    | 人口    |
| ------ | --------- | ------- |
| 清里町 | 1,469世帯 | 3,239人 |

## 学区
市立小・中学校に通う場合、学校等は以下の通りとなる。また、公立高等学校に通う場合の学区は以下の通りとなる。
| 番・番地等 | 小学校                 | 中学校                 | 高等学校 |
| ---------- | ---------------------- | ---------------------- | -------- |
| 全域       | 名古屋市立比良西小学校 | 名古屋市立山田東中学校 | 尾張学区 |

## 交通
- 愛知県道158号小口名古屋線[7]

## 施設
- 作之内公園[7]
- 玉塚公園[7]
- 名古屋市営比良荘[7]
- 比良西保育園[7]
- 名古屋市立比良西幼稚園[7]

## その他

### 日本郵便
- 郵便番号 : 452-0801[4]（集配局：名古屋西郵便局[12]）。